# Unión (San Luis)
Unión es una localidad y municipio del Departamento Gobernador Dupuy, en la provincia de San Luis, Argentina.
Se encuentra en el km 633 de la Ruta Nacional 188, sobre las vías del Ferrocarril Sarmiento.

## Población
Contó con 2,462 habitantes (Indec, 2010), lo que representó un incremento del 5% frente a los 2,341 habitantes (Indec, 2001) del censo anterior.
Según el censo 2022 la población total del municipio fue de 3,037personas. En tanto, el número de viviendas registradas fue de 1141.
| Gráfica de evolución demográfica de Unión entre 1947 y 2022 |
|                                                             |
| Fuente: Censos nacionales del INDEC                         |

## Historia
Se considera que la fundación oficial de la localidad fue en 1910, ya que un decreto de ese año autorizó a los hermanos Wust  a fundar “el pueblo y colonia ‘La Unión’ ”; aunque para  entonces ya había varias casas de comercio, viviendas y chacras en la zona.
El arribo del tren en 1912 dio un impulso adicional a la ciudad ya que se convirtió en la estación ferroviaria más importante entre Realicó y Colonia Alvear. 

## Clima
La localidad puntana de Unión posee un clima agradable en la mayor parte del año. Para el periodo 2007 -2012 la máxima absoluta registrada fue de 42,4 °C y la temperatura mínima absoluta de -10,3 °C bajo cero.